# Língua maroon jamaicana
A língua maroon jamaicana, também chamada língua do espírito maroon, Kromanti ou crioulo jamaicano maroon, é uma língua ritual, sendo também a antiga língua materna dos maroons (quilombolas)  da Jamaica. Trata-se de uma língua crioula baseada no inglês, com um forte componente acã, especificamente do fante, uma variante falada na região central de Gana. 
É uma língua distinta do patoá jamaicano, sendo mais próxima das línguas crioulas do Suriname, tal como a Sranan.